# Varon Dandy

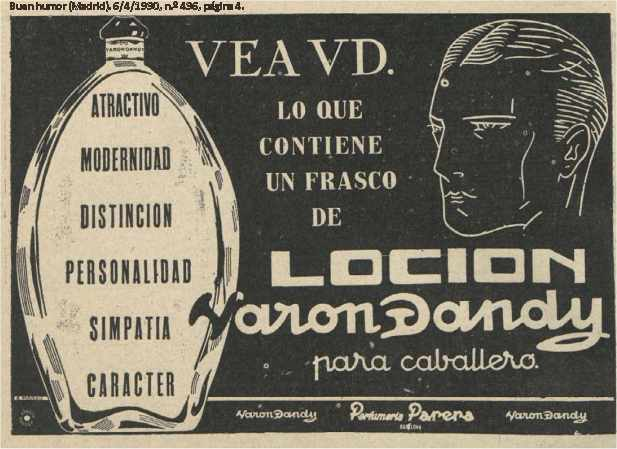
Anunci publicitari de l'any 1930 de la loció de la línia Varon Dandy a la revista madrilenya Buen Humor.

Varon Dandy és una fragància, també una línia de productes, masculina creada per la marca de perfums Parera (Badalona), convertida en el producte estrella de l'empresa, que va marcar tota una època com a primera i única fragància masculina a Espanya durant molts anys. Originalment i primerament es va crear la fragància de la mà del fundador Joan Parera i Casanovas l'any 1912, el mateix any en què es va fundar la Perfumeria Parera.
Segons els especialistes Varon Dandy té una essència afustada, especiada, a cuir, animalitzada i oriental, a més molt característica per la seva aroma intensa. Quan més tard va ser comercialitzada arreu d'Espanya, es va ampliar a una gamma de productes masculins, presentada a la seva targeta comercial com: «Varon Dandy reúne todos los artículos de perfumería indispensables al tocador del hombre moderno», que incloïa aigua de colònia, cremes, locions, pastes dentifrícies, massatges, fixa-cabells i extractes.
L'emblema de la marca el forma un barret de copa, un bastó i un guant, amb la voluntat de transmetre al consumidor que el seu ús representava l'elegància en un home. Va esdevenir una fragància assequible per a moltes persones que no es podien permetre una colònia estrangera, principalment les franceses. La seva publicitat, sobretot, es va basar en el seu caràcter de «perfume genuinamente varonil», és a dir, una fragància viril que reforçava la masculinitat de l'home, i d'aquesta forma s'allunyaven les possibles sospites d'homosexualitat de l'home que utilitzava perfum, comunes a l'època. Més tard, durant els primers anys del franquisme, la seva publicitat es va polititzar en bona part, posant-se al servei del nou règim, i va arribar a afirmar que es dedicaria a «laborar intensamente para abastecer y normalizar cuanto antes nuestro mercado en aras de la grandeza y espléndido resurgir de nuestra querida patria». Pel que fa a les seves vendes, el seu punt àlgid va ser durant els anys 70, quan Parera va arribar a produir-ne dos milions i mig de litres en comparació als 10.000 que fabricava als anys 20. La dècada dels anys 80 va significar una baixada en el seu consum, si bé va aconseguir remuntar a principis dels anys 90, quan Varon Dandy va passar al grup Benckisser, que va adquirir l'empresa Parera l'any 1990, i després a Cosmètics Astor.